# Ereca triareolata
Ereca triareolata is een hooiwagen uit de familie Assamiidae.